# Syrov
Syrov (en allemand : Syrow) est une commune du district de Pelhřimov, dans la région de Vysočina, en République tchèque. Sa population s'élevait à 61 habitants en 2024.

## Géographie
Syrov se trouve à 13,7 km à l'ouest-nord-ouest de Humpolec, à 16,6 km au nord-nord-ouest de Pelhřimov, à 36 km au nord-ouest de Jihlava à 78,5 km au sud-est de Prague.
La commune est limitée par Dunice et Hořice au nord, par Senožaty à l'est, par Křelovice au sud et par Onšov à l'ouest.

## Histoire
La première mention écrite de la localité date de 1352.

## Transports
Par la route, Syrov se trouve à 16 km de Humpolec, à 20,5 km de Pelhřimov, à 48 km de Jihlava et à 93 km de Prague.